# Актыёган
Актыёган (устар. Окты-Юган) — река в Приуральском районе Ямало-Ненецкого АО России. Устье реки находится в 33 км по правому берегу правого протока реки Полуй Горный Полуй (Пролевозлор). Длина реки составляет 16 км, значительный левый приток — Мохотшолсоим.

## Данные водного реестра
По данным государственного водного реестра России относится к Нижнеобскому бассейновому округу, водохозяйственный участок реки — Обь от впадения реки Северная Сосьва до города Салехард, речной подбассейн реки — бассейны притоков Оби ниже впадения Северной Сосьвы. Речной бассейн реки — (Нижняя) Обь от впадения Иртыша.
Код объекта в государственном водном реестре — 15020300112115300033382.